# Південнокитайська платформа

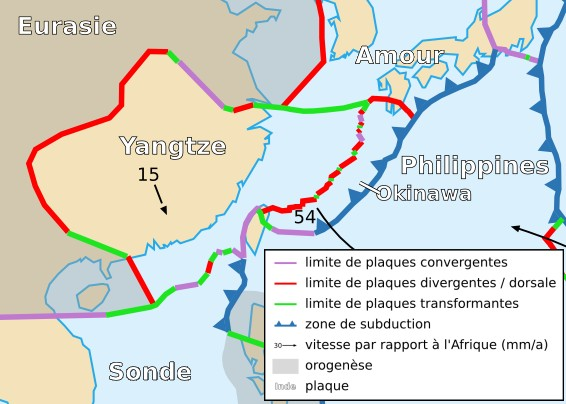
Плита Янцзи на мапі

Південнокитайська платформа, плита Янцзи — стародавня платформа, що займає південно-східну частину Китаю. Має площу — 0,05425 стерадіан. Зазвичай розглядається у складі Євразійської плити.
Відокремлена від Китайсько-Корейської платформи палеозойським складчастим поясом хребтом Ціньлін; у докембрії, ймовірно, складала разом з нею єдине ціле. Від плити Окінава на сході відокремлена дивергентною границею, що утворює жолоб Окінава й зворотню острівну дугу. На півдні межує з Сундською плитою по розлому Хонгха та плитою Філіппінського моря. Від Євразійської плити на заході відокремлена розломом Лунменьшань.
Плита Янцзи, утворилася в результаті руйнації надконтиненту Родинія близько 750 млн років тому, у неопротерозойську епоху. Зазнала рифтогенезу з суперконтинентом Гондвана в силурі . При утворенні суперконтиненту Пангея, плита Янцзи була маленьким, окремим континентом, розташованим біля східного узбережжя суперконтиненту і дрейфувала на північ. У тріасі плита Янцзи зазнала колізії з Північнокитайською плитою, таким чином поєднуючись з Пангеєю, і утворивши Сичуанську западину. У кайнозої через колізію плити з Індостанською і Євразійською плитою були утворені гори Лунменьшань
Докембрійський фундамент (гнейси, метаморфічні сланці) виходить на денну поверхню в провінції Хунань і Цзянсі на південь від річки Янцзи. Велика частина платформи покрита осадовим чохлом, що досягає найбільшої потужності декількох км у синеклізі (депресії) провінції Сичуань і центральній частині Юньнань-Гуйчжоуського нагір'я. Тут осадовий чохол представлений породами пізнього протерозою (синійські відкладення), палеозою і тріасу (морські відкладення — вапняки, піщано-глинясті і карбонатні товщі), а також континентальні, зокрема вугленосні, відкладення пермі, юри і крейди (головним чином континентальні, частиною червонокольорові відкладення). Східна частина Південнокитайської платформи має складчастий фундамент, що сформувався в результаті Каледонської складчастості.
Уся територія Південнокитайської платформи зазнала в крейдяний період досить інтенсивні деформації (брилова і пасмова складчастість, скидання, насуви).
Із мезозойськими гранітними інтрузіями в східній, епікаледонський, частині платформи зв'язані рудні родовища; з осадовим чохлом — боксити (провінція Фуцзянь), родовища руд і кам'яного вугілля (провінція Сичуань, Цзянсі), горючих сланців, нафти і солі (у мезозойських відкладах провінції Сичуань).